# Tijuana Toads
Tijuana Toads (no Brasil: Toro e Pancho) é uma série de desenho animado estadunidense que foi produzida de 1969 a 1972 pela DePatie-Freleng Enterprises e pela United Artists. A série contava a história de dois sapos chamados Toro e Pancho que sempre viviam confusões e aventuras ao longo de cada um dos episódios. O desenho teve um total de 17 episódios.

## Lista de episódios
nomes originais (em inglês)
1. Tijuana Toads
2. A Pair Of Greenbacks
3. Go For Croak
4. The Froggy Froggy Duo
5. Hop And Chop
6. Never On Thirsty
7. A Dopey Hacienda
8. Snake In The Gracias
9. Two Jumps And A Chump
10. Mud Squad
11. The Egg And Ay-Yi-Yi!
12. A Leap In The Deep
13. The Fastest Tongue In The West
14. Croakus Pocus
15. Serape Happy
16. Frog Jog
17. Flight To The Finish

## História
Toro e Pancho ou originalmente Tijuana Toads foi um desenho animado de televisão realizado pela United Artists, criado pela DePatie-Freleng Enterprise (DPF) e produzido através da Mirisch-DePatie-Freleng Production, centrados em dois sapos, que viviam na cidade de Tijuana, no México, usavam aqueles chapéus imensos e falavam com sotaque típico da região.  espetáculo foi apresentado originalmente nos Estados Unidos, pela rede ABC, entre 1969 a 1972, num total de 17 episódios e no Brasil através do SBT, com grande sucesso. A série original contou com a voz do ator Don Diamond (lembram-se dele como Cabo Reys em Zorro) como Toro e Tom Holland fazendo a voz de Pancho. A direção do espetáculo contou com a participação de Hawley Pratt, Art Davis, Grant Simmons e Gerry Chiniguy, entre outros e a música de abertura ficou a cargo de Doug Goodwin.em 1976, os dois sapos voltaram numa nova série, agora denominada como “Texas Toads”, onde os personagens de Toro e Pancho foram renomeados como Fatso e Banjo, assim como o local de atuação dos dois sapos não serem mais em Tijuana, mas sim no Texas, perdendo as características principais deles. A produtora investiu nesse novo empreendimento, mas o efeito ficou desastroso e o tiro acabou saindo pela culatra, pois as mudanças acabaram não sendo de agrado nem dos antigos fãs, nem dos novos telespectadores, o que lamentavelmente levou ao encerramento definitivo dos dois personagens, tão divertidos e criativos.

## Curiosidades
- Toro e Pancho, apareceram em um episódio especial da Pantera Cor de Rosa

- Pouco tempo depois do encerramento da série pela televisão, Toro e Pancho voltou fazendo parte integrante dos desenhos animados da Pantera Cor-de-Rosa.

- Toro e Pancho tenham sido inspirados na dupla de cômicos O Gordo e o Magro, devido tanto as suas semelhanças físicas, bem como pelos acontecimentos e suas personalidade que eram muito parecidas.

## Ficha técnica
- Distribuição: United Artists
- Direção: Hawley Pratt
- Produção: David H. DePatie e Friz Freleng
- Animação: Don Williams, Manny Perez, Manny Gould, Bob Richardson, Warren Batchelder
- Roteirista: John W. Dunn
- Data de estréia: 6 de agosto de 1969
- Colorido

## Dubladores

### No Brasil[1]
- Toro: Castro Gonzaga
- Pancho: Carlos Marques
- estúdio de dublagem:Herbelt Richers
- Locutor:Márcio Seixas